# Saint-Gobain
Compagnie de Saint-Gobain, «Сен-Гобен» — международная группа компаний, специализирующаяся на производстве и продаже стекла и строительных материалов, а также ведущая деятельность в других промышленных отраслях. Штаб-квартира находится в Курбевуа (пригород Парижа, Франция).

## История
В 1660-х годах первым министром короля Людовика XIV Жан-Батистом Кольбером для возрождения экономики Франции было учреждено несколько компаний, Saint-Gobain — единственная уцелевшая из них. Она была основана в 1665 году для производства стекла, для чего были приглашены специалисты из Венеции; первоначально компания называлась Dunoyer (по имени промышленника, которому она была доверена) и получила монополию на производство стекла во Франции. В 1680 году компанией был разработан новый метод раскатывания стекла на ровной поверхности, что позволяло получать листы значительно большие по площади. Преемником Кольбера компания были лишена монополии, ей было позволено только стеклодувное производство, для чего в 1692 году был построен новый завод в деревне Сен-Гобен. Вскоре компания поглотила нескольких конкурентов и сменила название на Plastrier, но в 1702 году обанкротилась и была куплена швейцарским банком Antoine Saladin.
В 1830 году компания была зарегистрирована под названием Compagnie de Saint-Gobain S.A., после чего начала развивать химическое производство, с 1844 по 1850 год президентом компании был выдающийся химик Жозеф Луи Гей-Люссак. Наибольшего расцвета она достигла во второй половине XIX века под руководством Альбера де Брольи (с 1866 по 1901 год). Первое зарубежное предприятие было открыто в 1857 году в Штольберге (Германия). В следующем году был поглощён основной конкурент во Франции, компания Saint-Quirin, а в 1874 году — компания Perret-Olivier; консолидация отрасли была вызвана ростом конкуренции со стороны бельгийских и британских производителей, а позже также американских и немецких. В 1889 году был открыт завод в Пизе (Италия), а через 10 лет — в Бельгии.
К началу XX века Saint-Gobain стала крупнейшим производителем стекла в Европе, занимая более четверти рынка. В первые десятилетия XX века были освоены новые технологические процессы в производстве стекла, в частности метод Фурко. Кроме того, с конца XIX века Saint-Gobain стала крупным производителем удобрений. С 1901 по 1916 год компанию возглавлял Мельхиор де Вогюэ. В 1907 году акции компании были размещены на Французской бирже, что сократило доли французских и швейцарских семей. В 1929 году был открыт специализированный стекольных завод по производству автомобильных стёкол для Citroën. В 1930-х годах было начато производство стекловолокна и стекловаты в качестве теплоизоляционного материала, после Второй мировой войны это направление деятельности приобрело большое значение.
В 1959 году был создан филиал в США и начато строительство стекольного завода в Теннесси, он был открыт в 1962 году, но к этому времени началось массовое внедрение нового процесса термополированного стекла, что сделало новый завод морально устаревшим. В 1965 году Saint-Gobain купила лицензию на новый техпроцесс и начала переводить на него все свои заводы. Неудачу с американским филиалом дополнили безуспешные проекты в области химического производства, к концу 1960-х годов компания имела большой долг и несла убытки. Пользуясь низким курсом акций, небольшой производитель стекла BSN (позже ставший Danone) предпринял попытку поглотить намного превосходящего по размеру конкурента. Хотя попытка оказалась неудачной, в её результате Saint-Gobain попала под контроль французских банков, которые в 1970 году организовали слияние Saint-Gobain с производителем чугунных труб Pont-à-Mousson. Вскоре после слияние химическое подразделение было продано.
В 1982 году компания была национализирована, но в 1986 году вновь приватизирована. В 1990 году за 1,9 млрд долларов была куплена американская компания Norton, производитель абразивов, пластмасс и керамики. В 1991 году были куплены немецкие компании GIAG и Oberland, что сделало Saint-Gobain крупнейшим в мире производителем стекла, с оборотом более 70 млрд франков. В 1996 году была куплена компания Poliet. В 2005 году была куплена британская компания British Plaster Board, крупнейший в мире производитель гипсокартона. В 2015 году подразделение стеклотары было выделено в компанию Verallia. В 2021 году был куплен производитель строительных химикатов Chryso. В 2022 году была куплена компания GCP Applied Technologies, американский производитель гидроизоляционных материалов. В 2024 году был открыт первый завод гипсовых смесей в Украине.

## Собственники и руководство
Акции компании котируются на бирже Euronext Paris. Институциональным инвесторам из Франции по состоянию на 2022 год принадлежало 23 % акций, инвесторам из остальной Европы — 32 %, из других регионов — 29 %, пенсионному фонду сотрудников компании — 8,8 %, частным инвесторам — 7,4 %. Крупнейшие акционеры — BlackRock (6,02 %) и Caisse des Dépôts et Consignations (4,3 %).
- Пьер-Андре де Шаландар (Pierre-André de Chalendar) — председатель совета директоров с июня 2010 года, также был генеральным директором с 2007 по 2021 год, в компании с 1989 года; также член советов директоров BNP Paribas, Veolia Environnement и Bpifrance.
- Бенуа Базен (Benoit Bazin) — генеральный директор (CEO) с июля 2021 года, в компании с 1999 года; также член совета директоров строительной компании Vinci.

## Деятельность
Выпускает строительные материалы, такие как гипсокартонные плиты, строительные смеси, теплоизоляционные материалы, высокопрочную керамику, запорную арматуру, архитектурное стекло, трубы и другие изделия из чугуна. Также производит стёкла и другие комплектующие для автомобилей, железнодорожного и авиационного транспорта.
Подразделения по состоянию на 2023 год:
- Эксплуатационные материалы — высокотехнологичные материалы для строительства, автомобилестроения и других отраслей промышленности, 21 % выручки;
- Северная Европа — деятельность в Скандинавии, Великобритании, Ирландии, Швейцарии, Германии, Австрии, Восточной Европе и России, 26 % выручки;
- Южная Европа, Ближний Восток и Африка — деятельность во Франции, Бенилюксе, Средиземноморье, Ближнем Востоке и Африке, 31 % выручки (в том числе Франция — 24 %);
- Америка — деятельность в Северной и Южной Америке, 20 % выручки;
- Азиатско-Тихоокеанский регион — деятельность в Азии, включая Индию, 4 % выручки.

Продукция компании включает:
- тепло- и звукоизоляция на основе кварца и базальта (ISOVER);
- штукатурка и шпаклевка, материалы для устройства полов и облицовки плиткой, фасадных материалов, системы теплоизоляции и кладочных растворов (Weber-Vetonit);
- гипсокартонные и специальные листы, смеси на основе гипса, потолочные системы и аксессуары для монтажа (Gyproc);
- акустические продукты и системы для создания благоприятной рабочей среды (Ecophon);
- техническая изоляция на основе каменной ваты и кварца (ISOTEC);
- минераловатные теплоизоляционные материалы (ISOROC).